# 梅赫迪·托拉比
梅赫迪·托拉比（波斯語：مهدی ترابی，1994年9月10日—），是一名伊朗职业足球运动员，司职前锋。现在效力于伊朗职业足球联赛俱乐部柏斯波利斯，也代表伊朗國家男子足球隊。

## 荣誉

### 俱乐部
柏斯波利斯
- 伊朗職業足球聯賽冠军：2018–19、2019–20、2020–21、2022–2023
- 哈斯菲盃冠军：2018–19、2022–23
- 伊朗超級盃冠军：2019、2020